# Dopasia
Dopasia ist eine Schleichengattung aus Südostasien. Die Gattung wurde 1853 durch den britischen Zoologen John Edward Gray aufgestellt, später aber mit der vor allem in Nordamerika vorkommenden Gattung der Glasschleichen (Ophisaurus) synonymisiert. Seit einer Neubeschreibung der südostasiatischen Glasschleichenarten durch den deutschen Herpetologen Wolfgang Böhme und Kollegen wird für diese Arten wieder der Gattungsname Dopasia benutzt.

## Merkmale
Dopasia-Arten haben einen langgestreckten, beinlosen, im Querschnitt runden Körper mit einer Kopf-Rumpf-Länge von 12,8 bis 27,8 cm und einer Schwanzlänge von 32,2 bis 44,8 cm. Die Anzahl der Wirbel vom Atlas bis zu den rudimentären Knochen der Hinterbeine beträgt 45 bis 58. Dopasia-Arten sind im Allgemeinen bräunlich gefärbt und zeigen oft zwei dunkle Längsstreifen an den Körperseiten. Die Rückenschuppen sind gekielt, bei Dopasia hainanensis ist die Kielung auf dem vorderen Körperabschnitt nur schwach ausgebildet. Die Anzahl der Schuppen entlang der dehnbaren Hautfalte an beiden Körperseiten beträgt 78 bis 102, die Anzahl der Schuppen zwischen den beiden Hautfalten liegt bei 16 bis 20 (selten 14 bei Dopasia harti). Die Ohröffnungen sind klein. Die Nasale ist von der Frontonasale durch 2 bis drei Schuppen getrennt. Die Anzahl der Supralabiale liegt bei 9 bis 11, die der Supraoculare bei 5.

## Arten
Die Reptile Database listet sieben Arten:
- Borneo-Schleiche (Dopasia buettikoferi (Lidth De Jeude, 1905))
- Burma-Schleiche (Dopasia gracilis (Gray, 1845))
- Dopasia hainanensis (Yang, 1984)
- Südchinesische Schleiche (Dopasia harti (Boulenger, 1899))
- Dopasia ludovici (Mocquard, 1905)
- Dopasia sokolovi (Darevsky & Nguyen-Van-Sang, 1983)
- Sumatra-Schleiche (Dopasia wegneri (Mertens, 1959))